# Menosca punctigera
Menosca punctigera är en insektsart som beskrevs av Stsl 1870. Menosca punctigera ingår i släktet Menosca och familjen Lophopidae. Inga underarter finns listade i Catalogue of Life.